# Daniel Gafford
Daniel Gafford (El Dorado, Arkansas, 1 de octubre de 1998) es un baloncestista estadounidense que pertenece a la plantilla de los Dallas Mavericks de la NBA. Con 2,08 metros de estatura, juega en la posición de ala-pívot.

## Trayectoria deportiva

### High School
Daniel asistió en su etapa de secundaria al El Dorado High School de su localidad natal, donde en su última temporada promedió 17,4 puntos, 16 rebotes, 7,7 tapones, 2,5 robos de balón y 1,4 asistencias, siendo elevado hasta el puesto número uno de los jugadores de instituto de Arkansas, y considerado el undécimo mejor ala-pívot de todo el país.

### Universidad

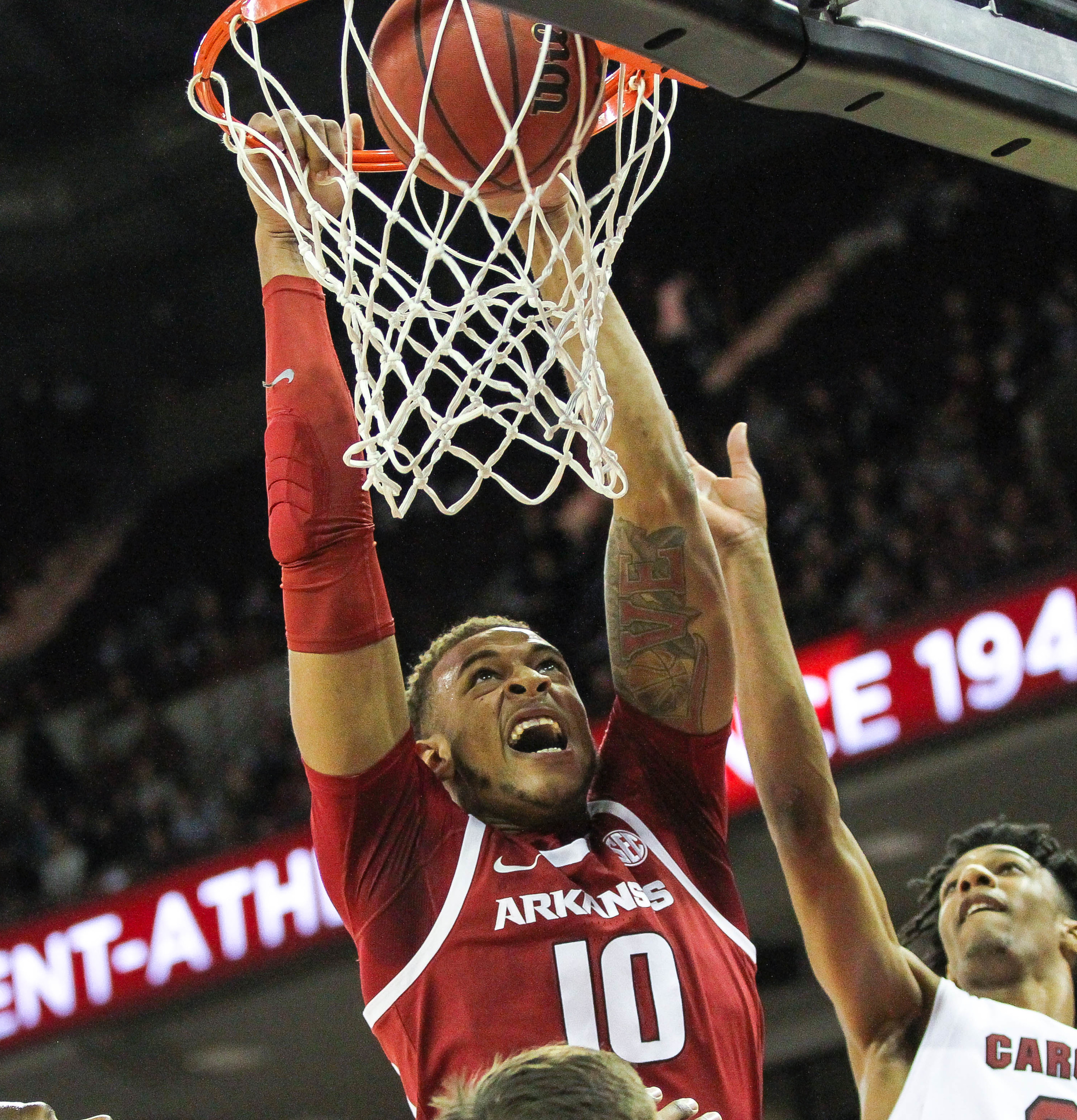
Daniel Gafford con Arkansas en 2019.

Jugó dos temporadas con los Razorbacks de la Universidad de Arkansas, en la que promedió 14,3 puntos, 7,4 rebotes y 2,1 tapones por partido. En la primera de ellas fue incluido en el mejor quinteto de novatos de la Southeastern Conference, mientras que en la segunda lo fue en el mejor quinteto elegido por los entrenadores y en el mejor quinteto defensivo de la conferencia.

#### Estadísticas
| Año     | Equipo   | PJ | PT | MPP  | %TC  | %3P | %TL  | RPP | APP | ROB | TPP | PPP  |
| ------- | -------- | -- | -- | ---- | ---- | --- | ---- | --- | --- | --- | --- | ---- |
| 2017–18 | Arkansas | 35 | 26 | 22.6 | .605 | –   | .528 | 6.2 | .7  | .5  | 2.2 | 11.8 |
| 2018–19 | Arkansas | 32 | 32 | 28.7 | .660 | –   | .591 | 8.6 | .7  | .9  | 1.9 | 16.9 |
| Total   | Total    | 67 | 58 | 25.5 | .635 | –   | .562 | 7.3 | .7  | .7  | 2.1 | 14.3 |

### Profesional
Fue elegido en la trigésimo octava posición del Draft de la NBA de 2019 por Chicago Bulls.
El 25 de marzo de 2021, es traspasado a Washington Wizards, en un intercambio entre tres equipos.
El 18 de octubre de 2021, acuerda una extensión de contrato con los Wizards por 3 años y $40 millones.
En su tercer año en Washington, el 7 de marzo de 2023 anota la canasta ganadora sobre la bocina ante Detroit Pistons.
El 8 de febrero de 2024 es traspasado a Dallas Mavericks a cambio de Richaun Holmes. Al término de la temporada regular finalizó como el jugador con mejor porcentaje en tiros de campo de la liga (72,5%). Ayudó a los Mavericks a alcanzar las Finales de la NBA de 2024 donde cayeron ante los Boston Celtics en cinco partidos.
A finales de junio de 2025 renueva su contrato con los Mavs por tres temporadas y $60 millones.

## Estadísticas de su carrera en la NBA
|  | Líder de la liga |

### Temporada regular
| Año     | Equipo     | PJ  | PT  | MPP  | %TC  | %3P  | %TL  | RPP | APP | ROB | TPP | PPP  |
| ------- | ---------- | --- | --- | ---- | ---- | ---- | ---- | --- | --- | --- | --- | ---- |
| 2019-20 | Chicago    | 43  | 7   | 14.2 | .701 | —    | .533 | 2.5 | .5  | .3  | 1.3 | 5.1  |
| 2020-21 | Chicago    | 31  | 11  | 12.4 | .690 | —    | .659 | 3.3 | .5  | .4  | 1.1 | 4.7  |
| 2020-21 | Washington | 23  | 0   | 17.8 | .681 | —    | .672 | 5.6 | .5  | .7  | 1.8 | 10.1 |
| 2021-22 | Washington | 72  | 53  | 20.1 | .693 | .000 | .699 | 5.7 | .9  | .4  | 1.4 | 9.4  |
| 2022-23 | Washington | 78  | 47  | 20.6 | .732 | —    | .679 | 5.6 | 1.1 | .4  | 1.3 | 9.0  |
| 2023-24 | Washington | 45  | 45  | 26.5 | .690 | —    | .706 | 8.0 | 1.5 | 1.0 | 2.2 | 10.9 |
| 2023-24 | Dallas     | 29  | 21  | 21.5 | .780 | —    | .607 | 6.9 | 1.6 | .7  | 1.9 | 11.2 |
| 2024-25 | Dallas     | 57  | 31  | 21.5 | .702 | —    | .689 | 6.8 | 1.4 | .4  | 1.8 | 12.3 |
| Total   | Total      | 378 | 215 | 19.8 | .709 | .000 | .672 | 5.6 | 1.1 | .5  | 1.5 | 9.3  |

### Playoffs
| Año   | Equipo     | PJ | PT | MPP  | %TC  | %3P | %TL  | RPP | APP | ROB | TPP | PPP  |
| ----- | ---------- | -- | -- | ---- | ---- | --- | ---- | --- | --- | --- | --- | ---- |
| 2021  | Washington | 5  | 2  | 23.4 | .846 | —   | .625 | 5.8 | .6  | 1.0 | 2.0 | 11.8 |
| 2024  | Dallas     | 22 | 22 | 20.2 | .634 | —   | .631 | 5.5 | .7  | .3  | 1.5 | 9.0  |
| Total | Total      | 27 | 24 | 20.8 | .671 | —   | .629 | 5.6 | .7  | .4  | 1.6 | 9.5  |